# Zarza-Capilla
Zarza-Capilla (extremadurai nyelven Çarça-Capilla) község Spanyolországban, Badajoz tartományban. Zarza-Capilla El Viso, Cabeza del Buey, Peñalsordo és Capilla községekkel határos. Lakosainak száma 299 fő (2024).

## Népesség
A település népessége az utóbbi években az alábbiak szerint változott:
| Lakosok száma | 499  | 460  | 439  | 403  | 382  | 363  | 347  | 311  | 296  | 299  |
|               | 2001 | 2004 | 2006 | 2009 | 2011 | 2014 | 2016 | 2019 | 2021 | 2024 |